# Bătălia de la Leipzig
Bătălia de la Leipzig, supranumită Bătălia Națiunilor, a fost cea mai mare confruntare militară din Războaiele Napoleoniene, opunând armatele celei de-a șasea coaliții armatelor conduse de Napoleon I. Armata Coaliției era formată din prusaci, austrieci, ruși, suedezi și, începând cu 18 octombrie 1813, din saxoni, care, deși inițial aliați ai francezilor, au întors armele. Comandantul corpului de legătură a fost generalul sibian Ignác Gyulay. De partea cealaltă, armata franco-aliată era formată din francezi, polonezi, italieni (atât din Regatul Italiei cât și din Regatul Neapolelui). Cele trei zile de lupte s-au încheiat cu victoria decisivă a Coaliției, Napoleon văzându-se obligat să se retragă în Franța. Pe lângă cei aproape 70.000 de morți, răniți, dispăruți și prizonieri, francezii l-au pierdut și pe prințul polonez Poniatowski, Mareșal al Franței. Coaliția a pierdut la rândul său un număr mare de oameni, dar victoria sa a fost incontestabilă.

## Pre-istorie
După campania rusă din 1812, care s-a încheiat cu distrugerea armatei franceze, în primăvara anului 1813, Prusia s-a răsculat împotriva lui Napoleon. Trupele ruso-prusace au eliberat Germania până la râul Elba.
Napoleon Bonaparte, adunând recruți pentru a înlocui veteranii care au murit în Rusia, a reușit să câștige două victorii asupra trupelor ruso-prusace – la Lützen (2 mai) și la Bautzen (21 mai) –, ceea ce a dus la încetarea focului de la 4 iunie 1813.
Armistițiul s-a încheiat la 11 august, odată cu intrarea Austriei și Suediei în războiul împotriva lui Napoleon. Cea de-a șasea coaliție formată a unit Austria, Marea Britanie, Spania, Portugalia, Prusia, Rusia, Suedia și câteva state germane mici împotriva lui Napoleon.

## Moștenire
Monumentul de 91 de metri al bătăliei națiunilor (Völkerschlachtdenkmal) a fost finalizat în 1913, conform unui design al lui Bruno Schmitz, la un cost de șase milioane de mărci de aur germane. Desfășurarea bătăliei din orașul Leipzig este marcată de numeroase monumente și cele 50 de pietre funerare care marchează linii importante ale trupelor franceze și aliate. 
În 1829, în ziarele britanice s-a raportat că oasele umane de pe câmpul de luptă au fost colectate și transportate în Scoția pentru a fi utilizate ca îngrășământ.

## Legături externe
- “Easily ranking as one of the largest battles in History”
- Allied Order-of-Battle at Leipzig: 16–18 October 1813
- French order of battle: II–XI Army Corps
- French order of battle: Cavalry Reserve and the Imperial Guard
- French Order of Battle for Leipzig, 16-19 October 1813 (George Nafziger collection)
- Allied Order of Battle for Leipzig, 16-19 October 1813 (George Nafziger collection)
- "How Britain helped win the nineteenth century's 'the most important' battle" – The Daily Telegraph, 8 October 2013
- http://www.voelkerschlacht1813.de/
- http://www.voelkerschlacht-bei-leipzig.de/ Arhivat în 5 decembrie 2006, la Wayback Machine.
- http://www.leipzig1813.com
- http://www.leipzig-concert-1813.de